# Departamento de Fatick
El Departamento de Fatick es uno de los 45 departamentos de Senegal y uno de los 3 departamentos de la Región de Fatick. Se subdivide en cuatro distritos. En 2006, su población era de 267.756 habitantes.

## Administración
Su capital es la ciudad de Fatick.
Está compuesto por cuatro distritos que son:
- Distrito de Diakhao
- Distrito de Fimela
- Distrito de Niakhar
- Distrito de Tattaguine

En su administración hay dos localidades del departamento que tienen la condición de municipio:
- Diofior
- Fatick

## Demografía
En el censo de 2002 la población era de 225.674 habitantes. En el año 2005 estaban censadas en el departamento 267.756 personas.